# 馬爾凱機場
馬爾凱機場（義大利語：Aeroporto delle Marche）是位於意大利安科納的国际机场，以文艺复兴三杰之一的拉斐尔·圣齐奥命名。

## 客運航空公司及目的地
- 意大利航空屬下的一航空：羅馬-達文西
- Carpatair：蒂米甚瓦拉
- 德國漢莎航空屬下的白雲石航空：慕尼黑
- 瑞安航空：阿爾蓋羅[於6月5日開始]，布魯塞爾[於7月7日開始]，倫敦，Weeze

## 貨運航空公司及目的地
- 伊卡洛斯航空：薩拉熱窩

## 外部連結
- 機場官方網站
- （页面存档备份，存于）
- 機場資料 （页面存档备份，存于）
- 機場天氣 （页面存档备份，存于）
- 世界航空数据库中的LIPY机场数据，数据截止日期：2006年10月。